# Чарльз Беннетт
Чарльз Беннетт (англ. Charles Bennett; 11 березня 1889 — 15 лютого 1943) — американський актор, який фільмувався у добу німого кіно.

## Життєпис
Беннетт народився у Данідін, Нова Зеландія і помер в Голлівуді, штат Каліфорнія. Він почав свою кар'єру в кіно у комедіях Keystone Studios, як «Перерваний роман Тіллі» і «Реквізитор». Він також з'явився у бродвейському мюзиклі «Тобі я співаю» між 1931 і 1933. З початком доби звукового кіно, він отримував лише епізодичні ролі. Тим не менш, він був відомий як конферансьє, а у 1941 році зфільмувався в фільмі «Громадянин Кейн». Він зіграв у більш ніж 100 фільмах, від 1912 року й до своєї смерті в 1943 році.

## Особисте життя
Беннетт був одружений з акторкою Мелорі Бутс.

## Вибіркова фільмографія
- 1914 — Діловий день Мейбл / Mabel's Busy Day — глядач
- 1914 — Перерваний роман Тіллі / Tillie's Punctured Romance — Дуглас Бенкс, дядько Тіллі
- 1914 — Реквізитор / The Property Man — Джордж Хем, чоловік Лени
- 1914 — Груба помилка Мейбл / Mabel's Blunder — бос, батько Гаррі
- 1917 — Тедді на повній швидкості / Teddy at the Throttle — Джон Беннет
- 1934 — Острів скарбів / Treasure Island
- 1934 — Я живу своїм життям / I Live My Life